# لا استریا
لا استریا (به اسپانیایی: La Estrella) یک شهرستان‌ در شیلی است که در استان کاردنال کارو واقع شده‌است. لا استریا ۴۳۵ کیلومتر مربع مساحت و ۳٬۳۲۷ نفر جمعیت دارد و ۱۸۶ متر بالاتر از سطح دریا واقع شده‌است.